# TDI
TDI (Turbocharged Direct Injection) este termenul folosit de Grupul Volkswagen pentru gama sa actuală de motoare turbodiesel cu injecție directă common rail care au un intercooler în plus față de turbocompresor.
Motoarele TDI sunt utilizate la autovehiculele vândute de mărcile Audi, Volkswagen, SEAT și Skoda, precum și la motoarele de bărci vândute de Volkswagen Marine și motoare industriale vândute de Volkswagen Industrial Motor.